# Ławrowo (obwód włodzimierski)
Ławrowo (ros. Лаврово) – wieś (dieriewnia) w Rosji, w obwodzie włodzimierskim, w rejonie sudogodzkim. W 2010 liczyła 702 mieszkańców.